# Johann Daniel Preyssler
Johann Daniel Eduard Preyssler, Jan Daniel Preysler (ur. 1768 w Pradze, zm. 23 kwietnia 1839 tamże) – czeski przyrodnik, entomolog. Z zawodu urzędnik państwowy, pracował jako inżynier górniczy w Zbirowie.

## Prace
- Verzeichnis böhmischen Insekten. Prag, 1790
- Beschreibungen und Abbildungen derjenigen Insekten, welche in Sammlungen nicht aufzubewahren sind, dann aller, die noch ganz neu, und solcher, von denen wir noch keine oder doch sehr schlechte Abbildung besitzen. W: Mayer, J. (ed.): Sammlung physikalischer Aufsätze, besonders die Böhmische Naturgeschichte betreffend, von einer Gesellschaft Böhmischer Naturforscher. I. Dresden, 1791 ss. 55–151.
- Preysler JD, Lindacker JT, Hofer JK.  Beobachtungen über Gegenstände der Natur auf einer Reise durch den Böhmerwald im Sommer 1791. W: Mayer J. (ed.): Sammlung physikalischer Aufsätze, besonders die Böhmische Naturgeschichte betreffend, von einer Gesellschaft Böhmischer Naturforscher. III. Dresden, 1793 ss. 135–378.